# Шлэфли, Филлис
Филлис Стюарт Шлэфли (англ. Phyllis Stewart Schlafly, /ˈfɪlɪs ˈʃlæfli/; урожденная Филлис МакЭлпин Стюарт, Phyllis McAlpin Stewart; 15 августа 1924, Сент-Луис, Миссури — 5 сентября 2016, Сент-Луис, Миссури) — американский юрист конституционного права США и гражданская активистка консервативного направления.

## Семья
Родилась 15 августа 1924 года и выросла в Сент-Луисе в штате Миссури. Прадед Филлис был пресвитерианином, эмигрировал в Нью-Йорк из Шотландии в 1851 году, отправился на запад через Канаду и осел в штате Мичиган. Её дед Эндрю Стюарт (Andrew F. Stewart) работал механиком в железнодорожной компании Chesapeake and Ohio Railway. Её отец Джон Брюс Стюарт (John Bruce Stewart) работал машинистом и продавцом промышленных товаров, преимущественно Westinghouse. Её отец во время Великой депрессии потерял работу и с 1932 года долгое время был безработным. Семью содержала мать Одиль Стюарт (Odile Stewart, в девичестве — Додж, Dodge), которая до замужества работала учительницей в частной женской школе в Сент-Луисе. Мать работала библиотекарем и школьной учительницей. Матери удалось удержать семью на плаву и содержать дочь во время её учебы в католической женской школе. У Филлис была младшая сестра Одиль Стюарт (Odile Stewart, в замужестве Меккер, Mecker; 1930–2015). 
В 1949 году Филлис вышла замуж за Фреда Шлэфли (Fred Schlafly, ум. 1993).

## Образование
Филлис окончила колледж. Во время учёбы в колледже работала моделью. После окончания колледжа год проучилась в аспирантуре в колледже Мэривилл, а затем перевелась в Университет Вашингтона. В 1944 году стала членом Общества Phi Beta Kappa и получила степень бакалавра искусств. В 1945 году получила степень магистра искусств в женском колледже Рэдклифф при Гарвардском университете в Кембридже. В своей книге Strike From Space (1965) Филлис пишет, что во время Второй мировой войны работала «на крупнейшем заводе боеприпасов в мире».
В 1978 году Филлис получила степень доктора юриспруденции на юридическом факультете Университета Вашингтона в Сент-Луисе.
В 1946 году Филлис поступила исследователем в Американский институт предпринимательства в Вашингтоне и участвовала в успешной избирательной кампании по избранию Клода Бэйквелла в Палату представителей США от 11-го округа штата Миссури. 

## Карьера
В 1952 году Филлис участвовала от республиканцев в выборах в Палату представителей от 24-го округа Иллинойса и проиграла демократу Мелвину Прайсу, получив 63 778 голосов (35,2 %). Кампания Филлис была низкобюджетной, поддерживалась преимущественно местными бумажными СМИ. Основными донорами были владельцы Olin Corporation, братья Джон и Спенсер Труман Олин, а также техасский миллиардер Гарольд Хант.
В 1957 году Фред и Филлис участвовали в Комитете по тактике, стратегии и целям коммунистов Американской ассоциации юристов под руководством конгрессмена Герберта О’Конора, который критиковал Верховный суд США под председательством Эрла Уоррена. Филлис сыграла ключевую роль в написании доклада комитета 1957 года.
Была известна своими крайне консервативными взглядами и антифеминизмом; успешно боролась против принятия поправки о равных правах для женщин к Конституции США. Ее книга «Выбор, а не эхо» (A Choice Not an Echo, 1964), направленная против лидера либеральных республиканцев Нельсона Рокфеллера, разошлась тиражом более трех миллионов экземпляров. В соавторстве написала несколько книг по национальной обороне, в которых подвергла критике соглашения по контролю над вооружениями с СССР. В 1972 году основала консервативное общественное объединение Eagle Forum и оставалась его председательницей и генеральным директором до своей смерти.

## Образ в кино
- Миссис Америка (мини-сериал), в роли Шлэфли Кейт Бланшетт